# Арнаути

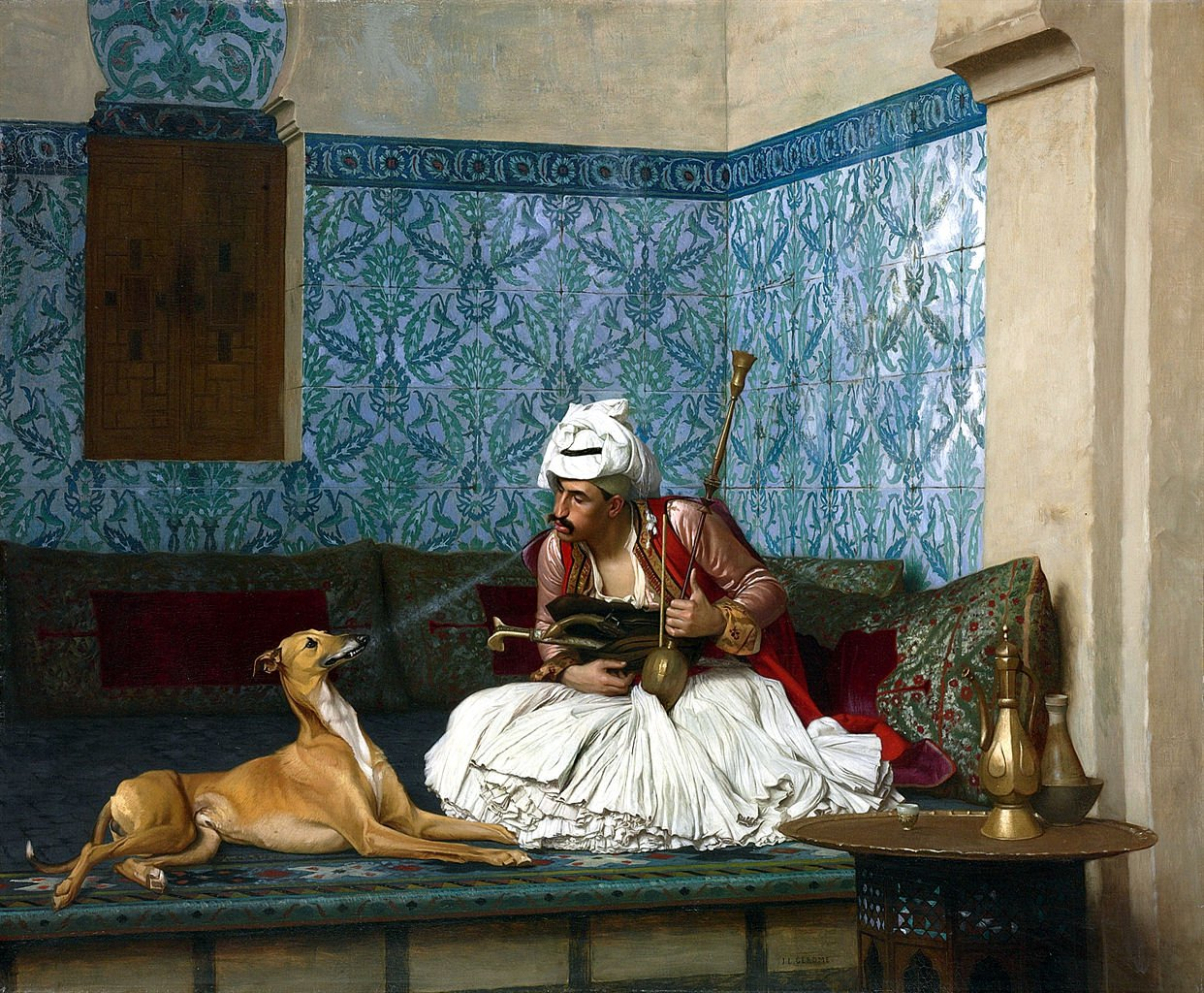
Вояк арнаут із собакою на відпочинку, Жан-Леон Жером

Арнаути — термін на означення турками-османами албанців, незалежно від їх релігійної орієнтації.

## Поселення арнаутів
Османська імперія створила з них 1769 року два полки, що у ході війни перейшли на сторону росіян. Арнаутські команди воювали разом з Нововербованим козацьким полком.
Арнаути разом з козаками-українцями з Нововербованого козацького полку 1775 року оселилися і заснували 7 поселень в межиріччі Інгулу, Єланця і Мертвоводу у Новопавлівському повіті Херсонської провінції Новоросійської губернії:
- Новогригорівське,
- Соколи (з 1789 року — місто Вознесенськ),
- Раковець,
- Арнаутівка,
- Скаржинка (з 1803 р. — Білоусівка, тепер Трикрати),
- Михайлівка,
- Троїцьке.
- Арнаутка (с. Комишани міста Херсона)

Також вони поселилися у селах у Вознесенському і Новоодеському районах Миколаївської області:
- Федорівське (тепер Нова Одеса),
- Касперівка,
- Новопетрівське,
- Себине,
- Гур'єве,
- Костянтинове,
- Баловне,
- Матвіївка (нині входить до складу Центрального району Миколаєва).

Поселенцям було виділено 109407 десятин землі для зайняття хліборобством, виноградарством, садівництвом та скотарством.
На їх основі сформоване Бузьке козацьке військо (1785—1817).